# Divisiones Regionales de la Región de Murcia 2020-21
Las divisiones regionales de fútbol son las categorías de competición futbolística de más bajo nivel en España, en las que participan deportistas amateur, no profesionales. En la Región de Murcia su administración corre a cargo de la Federación de Fútbol de la Región de Murcia. Inmediatamente por encima de estas categorías estaba la Tercera División española.
En la temporada 2020-2021 las divisiones regionales se dividen en Preferente Autonómica, Primera Autonómica y Segunda Autonómica. Los primeros clasificados de cada grupo de Preferente Autonómica y el vencedor de la eliminatoria de ascenso ascendieron al grupo XIII de Tercera División RFEF.
En el mes de marzo de 2020 las competiciones se suspendieron por el brote del Coronavirus-2 del Síndrome Respiratorio Agudo Grave, considerada pandemia global. La Comisión Gestora de la Federación de Fútbol de la Región de Murcia aprobó la finalización de las competiciones regionales en la se informó que no habría descensos, solo se jugó promoción de ascenso a Tercera División y se informó de los cambios en estas categorías para la actual temporada.
El 29 de julio de 2020 se aprobó el Plan General de competiciones para la temporada 2020/2021.
Previstas en su inicio para el mes de octubre, las competiciones se iniciaron el 19 de diciembre aunque pocas semanas después, el 8 de enero, se suspendieron temporalmente por el aumento de casos de COVID 19 en la Región de Murcia.
El 14 de julio de 2021 la asamblea de la FFRM aprobó la anulación de los descensos en estas categorías.

## Preferente Autonómica
La temporada 2020/21 de la Preferente Autonómica de la Región de Murcia comenzó el 19 de diciembre de 2020 y terminó el 27 de junio de 2021.

### Grupo I
|  |     | Equipos de fútbol         | PJ | G  | E  | P  | GF | GC | Dif | Pts |
|  | --- | ------------------------- | -- | -- | -- | -- | -- | -- | --- | --- |
|  | 1.  | UD Caravaca               | 22 | 14 | 4  | 4  | 42 | 20 | +22 | 46  |
|  | 2.  | CD Bala Azul              | 22 | 11 | 10 | 1  | 35 | 15 | +20 | 43  |
|  | 3.  | Abarán CF                 | 22 | 13 | 3  | 6  | 46 | 24 | +22 | 42  |
|  | 4.  | Mar Menor FC "B"          | 22 | 11 | 3  | 8  | 33 | 26 | +7  | 36  |
|  | 5.  | CF Molina                 | 22 | 11 | 1  | 10 | 31 | 31 | 0   | 34  |
|  | 6.  | EF El Raal                | 22 | 9  | 4  | 9  | 33 | 30 | +3  | 31  |
|  | 7.  | Balsicas Atlético         | 22 | 8  | 6  | 8  | 31 | 39 | -8  | 30  |
|  | 8.  | Club Cehegín Deportivo    | 22 | 8  | 4  | 10 | 32 | 35 | -3  | 28  |
|  | 9.  | Atlético Cabezo de Torres | 22 | 7  | 5  | 10 | 23 | 26 | -3  | 26  |
|  | 10. | Independiente de Ceutí FC | 22 | 6  | 6  | 10 | 23 | 31 | -8  | 24  |
|  | 11. | EF Alhama                 | 22 | 6  | 4  | 12 | 18 | 29 | -11 | 22  |
|  | 12. | CD Juvenia                | 22 | 1  | 4  | 17 | 14 | 55 | -41 | 7   |

Pts = Puntos; PJ = Partidos Jugados; G = Partidos Ganados; E = Partidos Empatados; P = Partidos Perdidos; GF = Goles Anotados; GC = Goles Recibidos
|  | Ascenso a Tercera División RFEF                                 |
|  | Clasificado para los playoff de ascenso a Tercera División RFEF |
|  | Desciende a Primera Autonómica                                  |

### Grupo II
|  |     | Equipos de fútbol     | PJ | G  | E | P  | GF | GC | Dif | Pts |
|  | --- | --------------------- | -- | -- | - | -- | -- | -- | --- | --- |
|  | 1.  | Archena Sport FC      | 22 | 18 | 1 | 3  | 68 | 21 | +47 | 55  |
|  | 2.  | CD Villa de Fortuna   | 22 | 16 | 5 | 1  | 45 | 15 | +30 | 53  |
|  | 3.  | Algezares UD          | 22 | 10 | 7 | 5  | 30 | 20 | +10 | 37  |
|  | 4.  | CF Santomera          | 22 | 9  | 7 | 6  | 30 | 24 | +6  | 34  |
|  | 5.  | CD Cieza              | 22 | 10 | 2 | 10 | 34 | 24 | +10 | 32  |
|  | 6.  | Águilas FC "B"        | 22 | 9  | 2 | 11 | 32 | 41 | -9  | 29  |
|  | 7.  | CD Algar              | 22 | 8  | 3 | 11 | 30 | 26 | +4  | 27  |
|  | 8.  | Yeclano Deportivo "B" | 22 | 7  | 6 | 9  | 25 | 34 | -9  | 27  |
|  | 9.  | CD El Esparragal      | 22 | 8  | 2 | 12 | 18 | 35 | -17 | 26  |
|  | 10. | CD Beniel             | 22 | 7  | 4 | 11 | 30 | 38 | -8  | 25  |
|  | 11. | Alcantarilla FC       | 22 | 7  | 3 | 12 | 17 | 40 | -23 | 24  |
|  | 12. | Atlético Pinatarense  | 21 | 1  | 2 | 18 | 11 | 51 | -40 | 5   |

Pts = Puntos; PJ = Partidos Jugados; G = Partidos Ganados; E = Partidos Empatados; P = Partidos Perdidos; GF = Goles Anotados; GC = Goles Recibidos
|  | Ascenso a Tercera División RFEF                                 |
|  | Clasificado para los playoff de ascenso a Tercera División RFEF |
|  | Desciende a Primera Autonómica                                  |

### Promoción de Ascenso
Al término de las 22 jornadas, los segundos clasificados de cada grupo se clasifican a la Promoción de Ascenso que se disputa a partido único en sede neutral. El vencedor asciende al Grupo XIII de Tercera División RFEF, y el perdedor obtiene el derecho a participar en la próxima edición de la Copa del Rey.
| 4 de julio de 2021, 19:00 | CD Bala Azul | 2:1 | CD Villa de Fortuna | Curtís, Mula |  |

## Primera Autonómica
La temporada 2020/21 de la Primera Autonómica de la Región de Murcia comenzó el 19 de diciembre de 2020 y terminará el 11 de julio de 2021, siempre que las autoridades sanitarias lo permitan.

### Clasificación
|  |     | Equipos de fútbol             | PJ | G  | E | P  | GF | GC | Dif | Pts |
|  | --- | ----------------------------- | -- | -- | - | -- | -- | -- | --- | --- |
|  | 1.  | CFB Totana                    | 24 | 14 | 7 | 3  | 43 | 18 | +25 | 49  |
|  | 2.  | CD Hoya del Campo             | 24 | 14 | 6 | 4  | 54 | 25 | +29 | 48  |
|  | 3.  | Montecasillas FC              | 24 | 16 | 0 | 8  | 45 | 27 | +18 | 48  |
|  | 4.  | Roldán CD                     | 23 | 15 | 3 | 5  | 59 | 30 | +29 | 48  |
|  | 5.  | CD Lumbreras                  | 24 | 14 | 2 | 8  | 54 | 25 | +29 | 44  |
|  | 6.  | EF La Aljorra                 | 23 | 11 | 5 | 7  | 53 | 28 | +25 | 38  |
|  | 7.  | AD Palmeral                   | 24 | 10 | 2 | 12 | 29 | 49 | -20 | 32  |
|  | 8.  | CD San Ginés de la Jara       | 22 | 9  | 4 | 9  | 47 | 41 | +6  | 31  |
|  | 9.  | Santiago de la Ribera FC      | 24 | 7  | 7 | 10 | 40 | 52 | -12 | 28  |
|  | 10. | Atlético Cabezo de Torres "B" | 24 | 8  | 2 | 14 | 30 | 64 | -34 | 26  |
|  | 11. | EF Alhama "B"                 | 24 | 6  | 4 | 14 | 31 | 56 | -25 | 22  |
|  | 12. | EF Molina                     | 24 | 4  | 3 | 17 | 26 | 67 | -41 | 15  |
|  | 13. | San Andrés CF                 | 24 | 3  | 1 | 20 | 19 | 48 | -29 | 8   |
|  | 14. | EMF Fuente Álamo              | 0  | 0  | 0 | 0  | 0  | 0  | 0   | 0   |

Pts = Puntos; PJ = Partidos Jugados; G = Partidos Ganados; E = Partidos Empatados; P = Partidos Perdidos; GF = Goles Anotados; GC = Goles Recibidos
|  | Asciende a Preferente Autonómica                             |
|  | Desciende a Segunda Autonómica                               |
|  | Retirado de la competición durante el transcurso de la misma |

## Segunda Autonómica
La temporada 2020/21 de la Segunda Autonómica de la Región de Murcia comenzó el 19 de diciembre de 2020 y terminará el 4 de julio de 2021.

### Grupo I
|  |     | Equipos de fútbol     | PJ | G  | E | P  | GF | GC | Dif | Pts |
|  | --- | --------------------- | -- | -- | - | -- | -- | -- | --- | --- |
|  | 1.  | CD Minerva            | 20 | 14 | 4 | 2  | 62 | 25 | +37 | 46  |
|  | 2.  | EF Santa Cruz         | 20 | 12 | 6 | 2  | 45 | 24 | +21 | 42  |
|  | 3.  | Huércal-Overa CF "B"  | 20 | 12 | 3 | 5  | 48 | 29 | +19 | 39  |
|  | 4.  | UD Alberca            | 20 | 10 | 6 | 4  | 35 | 16 | +19 | 36  |
|  | 5.  | Mazarrón FB           | 19 | 9  | 3 | 7  | 32 | 28 | +4  | 30  |
|  | 6.  | EF Los Alcázares      | 19 | 8  | 5 | 6  | 35 | 31 | +4  | 29  |
|  | 7.  | EF Dolores de Pacheco | 20 | 8  | 4 | 8  | 31 | 31 | 0   | 28  |
|  | 8.  | Beniaján CF           | 19 | 4  | 4 | 11 | 31 | 37 | -6  | 16  |
|  | 9.  | AD Alquerías          | 19 | 3  | 4 | 12 | 21 | 39 | -18 | 13  |
|  | 10. | Sporting Mazarrón     | 18 | 3  | 3 | 12 | 23 | 54 | -31 | 12  |
|  | 11. | Roldán AD             | 20 | 2  | 2 | 16 | 17 | 66 | -49 | 8   |

Pts = Puntos; PJ = Partidos Jugados; G = Partidos Ganados; E = Partidos Empatados; P = Partidos Perdidos; GF = Goles Anotados; GC = Goles Recibidos
|  | Ascenso a Primera Autonómica                                 |
|  | Clasificado para los playoff de ascenso a Primera Autonómica |

### Grupo II
|  |     | Equipos de fútbol           | PJ | G  | E | P  | GF | GC | Dif | Pts |
|  | --- | --------------------------- | -- | -- | - | -- | -- | -- | --- | --- |
|  | 1.  | Jumilla Atlético CF         | 18 | 13 | 4 | 1  | 40 | 13 | +27 | 43  |
|  | 2.  | Ciudad de Mula CF           | 18 | 14 | 1 | 3  | 49 | 20 | +29 | 43  |
|  | 3.  | EF San Miguel               | 18 | 11 | 2 | 5  | 44 | 25 | +19 | 35  |
|  | 4.  | ED Javalí Viejo-La Ñora     | 18 | 9  | 3 | 6  | 32 | 32 | 0   | 30  |
|  | 5.  | CAP Ciudad de Murcia "B"    | 18 | 9  | 2 | 7  | 45 | 24 | +21 | 29  |
|  | 6.  | CF Molina "B"               | 18 | 7  | 2 | 9  | 32 | 33 | -1  | 23  |
|  | 7.  | CD Abarán                   | 18 | 5  | 5 | 8  | 35 | 39 | -4  | 20  |
|  | 8.  | AD Rincón de Seca           | 18 | 4  | 2 | 12 | 21 | 43 | -22 | 14  |
|  | 9.  | UD La Albatalía-La Arboleja | 18 | 3  | 3 | 12 | 17 | 52 | -35 | 12  |
|  | 10. | La Copa CF                  | 18 | 2  | 2 | 14 | 24 | 57 | -33 | 8   |

Pts = Puntos; PJ = Partidos Jugados; G = Partidos Ganados; E = Partidos Empatados; P = Partidos Perdidos; GF = Goles Anotados; GC = Goles Recibidos
|  | Ascenso a Primera Autonómica                                 |
|  | Clasificado para los playoff de ascenso a Primera Autonómica |

### Promoción de Ascenso
Al término de la competición, los segundos clasificados de cada grupo se clasifican a la Promoción de Ascenso que se disputa a partido único en sede neutral. El vencedor asciende a Primera Autonómica. La promoción finalmente no se disputa al ascender ambos clubes de categoría para compensar plazas vacantes.
| 18 de julio de 2021 | EF Santa Cruz | vs. | Ciudad de Mula CF |  |  |